# Sava Sava
『Sava Sava』（サバサバ）は、1998年9月9日に森高千里が発表したアルバム。

## 概要
- 前作『今年の夏はモア・ベター』以来3か月ぶりと言う短いインターバルでリリースされた。また森高のアルバムでは珍しく、シンガーソングライターによる楽曲提供がある。
- 活動休止前の最後のオリジナル・アルバムで、活動再開後もオリジナル・アルバムを発売していないため、現在でも実質的に最後のオリジナル・アルバムになっている。
- 初回限定盤はジャケット写真と微妙に異なる別カット写真で構成されたブックレット付となっている。

## 収録曲
| 全作詞: 森高千里。 |                                |           |            |                              |      |
| #                  | タイトル                       | 作詞      | 作曲       | 編曲                         | 時間 |
| 1.                 | 「ユートピア」                 | 森高千里  | 河野伸     | 河野伸                       | 4:57 |
| 2.                 | 「電話（Album Version）」      | 森高千里  | 高橋諭一   | 鈴木俊介                     | 4:04 |
| 3.                 | 「タンポポの種」               | 森高千里  | スガシカオ | スガシカオ                   | 4:40 |
| 4.                 | 「いつもの店」                 | 森高千里  | 高橋諭一   | 高橋諭一                     | 4:16 |
| 5.                 | 「流されて…」                  | 森高千里  | 高橋諭一   | 高橋諭一                     | 4:36 |
| 6.                 | 「Two of Me」                  | 森高千里  | 森高千里   | 高橋諭一                     | 4:05 |
| 7.                 | 「海まで5分（Album Version）」 | 森高千里  | 久保田利伸 | ストリングアレンジ：高橋諭一 | 5:00 |
| 8.                 | 「忘れかけてた夢」             | 森高千里  | 高橋諭一   | 鈴木俊介                     | 4:38 |
| 9.                 | 「ザルで水くむ恋心」           | 森高千里  | COIL       | COIL                         | 3:49 |
| 10.                | 「危険な舗道」                 | 森高千里  | 森高千里   | 高橋諭一                     | 4:21 |
| 11.                | 「SNOW AGAIN」                 | 森高千里  | 高橋諭一   |                              | 4:21 |
| 合計時間:          | 合計時間:                      | 合計時間: | 合計時間:  | 48:47                        |      |

## 参加ミュージシャン
| ユートピア - Drums：森高千里 - E.Bass：入江直之 - E.Guitar：鈴木俊介 - A.Guitar：高橋諭一 - Synthesizer Programming＆Keyboards：河野伸 - Cello：丸山泰雄・重松正明 電話（Album Version） - Drums：森高千里 - E.Bass：小松秀行 - Guitars,Sitar＆Ukulele：鈴木俊介 - Programming：鈴木俊介・高橋諭一 たんぽぽの種 - Drums：森高千里 - Guitars＆E.Bass：スガシカオ - Manipulate：中村文俊 - Chorus：スガシカオ・森高千里 いつもの店 - Drums：森高千里 - E.Bass＆E.Guitar：瀬戸由紀男 - Programming＆A.Guitar：高橋諭一 - Fender Rhodes＆A.Piano：橋本慎 流されて… - Drums：森高千里 - E.Bass＆Guitars：瀬戸由紀男 - Fender Rhodes＆A.Piano：前嶋康明 - Programming：高橋諭一 | Two of me - Drums：森高千里 - E.Bass＆Guitar Solo：瀬戸由紀男 - Programming＆Guitars：高橋諭一 海まで5分（Album Version） - Drums：森高千里 - E.Bass,Guitars＆Percussion：瀬戸由紀男 - Fender Rhodes：河野伸 - Programming：高橋諭一 忘れかけてた夢 - Drums：森高千里 - E.Bass＆Wind Chime：瀬戸由紀男 - Guitars,Pedal Steel＆Mandolin：鈴木俊介 ザルで水くむ恋心 - Drums：森高千里 - Other Instruments＆Chorus：COIL 危険な舗道 - Drums：森高千里 - E.Guitar：高橋諭一・森高千里 - Programming＆A.Guitar：高橋諭一 - A.Piano：橋本慎 SNOW AGAIN - Drums：森高千里 - E.Bass＆E.Guitar：瀬戸由紀男 - A.Guitar：高橋諭一 - Keyboards：橋本慎・高橋諭一 - A.Piano：橋本慎 - Chorus：森高千里 |